# Anningia
Anningia — вимерлий рід Varanopidae, родини варанових амніот. Він містить один вид, Anningia megalops.
Вид вперше був описаний Робертом Брумом у 1927 році як перехідний вид між ранніми синапсидами та терапсидами, що з'явилися пізніше. Хоча пізніше було висловлено припущення, що викопний матеріал, частково погано збережений череп, не піддається діагностиці, а назва виду — nomen vanum. Його віднесли до Varanopidae (підродина Mesenosaurinae) у 2018 році. Скам'янілість походить з пермського періоду Південної Африки.